# Joseph Said
Joseph Said (* 20. April 1954) ist ein ehemaliger maltesischer Radrennfahrer.

## Sportliche Laufbahn
Said war Straßenradsportler und Teilnehmer der Olympischen Sommerspiele 1972 in München. Im Mannschaftszeitfahren kam Malta mit John Magri, Louis Bezzina, Joseph Said und Alfred Tonna auf den 31. Rang. Sein Trainer war der ehemalige Olympiateilnehmer John Bugeja.